# Ist ja irre – der Schiffskoch ist seekrank
Ist ja irre – der Schiffskoch ist seekrank (Originaltitel: Carry On Cruising) ist der sechste Film der Carry-On-Filmreihe.

## Inhalt
Kapitän Crowther hat es ganz alleine geschafft, sich von ganz unten nach ganz oben zu arbeiten. Und nun hat er die Chance, Kapitän auf einem neuen Transatlantikschiff zu werden. Er muss nur noch diese eine Kreuzfahrt mit der SS Happy Wanderer, die von England aus über Spanien, Italien und Nordafrika führen soll, bevor sie wieder in England endet, ohne Probleme über die Bühne bringen. Dummerweise werden ihm ausgerechnet auf dieser Reise ein halbes Dutzend neue Mitarbeiter vor die Nase gesetzt. Der übereifrige Erste Offizier Marjoribanks, der liebeskranke Schiffsarzt Binn, der seekranke Schiffskoch Haines, ein neuer Barkeeper, der nicht einmal das Rezept des Retters aus der Not für den Kapitän weiß, und zwei neue Stewards, die auch nur bedingt tauglich sind. Obwohl sich die neuen Crewmitglieder bemühen (oder gerade deshalb?), schlittern sie von einer Katastrophe in die nächste. Hinzu kommt, dass auch so einige Passagiere sich als ziemlich seltsam erweisen.
Die Freundinnen Gladys und Flo nehmen an der Kreuzfahrt teil, wobei Flo hofft, einen Ehemann zu finden. Bridget ist stets etwas hyperaktiv und einer der Passagiere geht nie von Bord, sondern immer direkt zur Bar, um zu trinken, um eine Frau zu vergessen. Nachdem Besatzung und Passagiere an Bord sind und das Schiff den Hafen verlässt, stellt der neue Küchenchef Wilfred Haines fest, dass er seekrank ist. Er wird so zum Dauerpatienten von Schiffsarzt Binn.
Gladys und Flo bemühen sich gleichzeitig um die Gunst des Personaltrainers Jenkins, aber auch wenn sich Flo im Fitnessstudio noch so viel Mühe gibt, bleibt er nur auf die sportlichen Belange der Passagiere fixiert. Andererseits gibt sich Schiffsarzt Binn große Mühe auf Flo Eindruck zu machen, doch sie hat nur Augen für Trainer Jenkins. Währenddessen versucht die neue Mannschaft Kapitän Crowther zu beeindrucken, aber ein Missgeschick folgt dem nächsten. Nachdem die Crew irrtümlich vermutet, ihr Kapitän sei betrunken, will kurzerhand der Erste Offizier Marjoribanks das Kommando übernehmen. Doch unerwartet steht Crowther plötzlich völlig nüchtern vor ihnen.
Schiffsarzt Binn ist weiterhin bemüht, das Herz von Flo zu gewinnen, doch sie hat sich gerade den Kapitän als begehrenswert erwählt. Dieser hat alle Mühe, sich die liebestolle Flo vom Leibe zu halten. Zu allem Überfluss versucht auch noch Offizier Marjoribanks seine psychologischen Fähigkeiten bei ihm anzuwenden und analysiert Crowther nach allen Regeln seiner (beschränkten) Kunst.
Schiffsarzt Binn belauscht seine Angebetete Flo bei einem Gespräch mit Gladys, wonach sie romantische Männer mögen würde. Deshalb bringt er ihr ein Ständchen, nachdem sie den Hafen Italiens verlassen haben. Da sie aber gerade schläft, kann sie das Lied gar nicht hören. Gladys dagegen schon und erkennt, dass der Schiffsarzt in Flo verliebt ist. Deshalb arrangiert sie mit Hilfe von Marjoribanks eine kleine „Verschwörung“, damit Binn und Flo zusammenkommen. Das funktioniert und der selbstbewusste Binn macht der sehr verblüfften Flo gleich einen Heiratsantrag, die daraufhin seine Zuneigung erwidert.
Crowther lässt die fünf Neuankömmlinge wissen, dass sie sich seit Beginn der Kreuzfahrt verbessert hätten, da sie einfach ihre Arbeit erledigt und nicht versucht hätten, ihn zu beeindrucken. Nachdem sie herausfinden, dass ihr Kapitän auf den Tag seit zehn Jahren das Kommando auf der Happy Wanderer innehat, beschließen sie für ihn und die Passagiere eine Überraschungsparty zu geben. Haines backt ihm einen Kuchen in allerlei Geschmacksrichtungen und der neue Barmann telegrafiert seinem Vorgänger, um von ihm das Rezept des Lieblingsgetränks des Kapitäns, eines Aberdeen Angus, zu bekommen.
Die Party läuft gut und Crowther ist sehr angetan von der Wertschätzung seiner Mannschaft. Selbst als bekannt wird, dass er nicht als Kapitän des neuen Transatlantikschiffes auserwählt wurde, verdirbt ihm das nicht die Laune. Er hatte schon vorher erkannt, dass so eine Linienschiff nicht die persönliche Note eines Kreuzfahrtschiffes hat. Zudem möchte er nicht auf die Gesellschaft seiner eigenen Besatzung und so netter Passagiere verzichten.

## Bemerkungen
Der sechste Film der Reihe ist der erste Farbfilm der Serie. Er erinnert im Plot ein wenig an den ersten Film Kopf hoch – Brust raus!: Ein Mann in einer wichtigen Position bekommt bei seinem letzten Einsatz in seiner Funktion eine neue, übereifrige, aber eher untaugliche Crew und muss das Beste daraus machen.
Außerdem gibt es hier zum zweiten und letzten Mal nach Nicht so toll, Süßer einen zweiten Regisseur: der Bruder von Stammregisseur Gerald Thomas, Ralph Thomas ist am Film beteiligt, der zuvor mit Doktor Ahoi! (Doctor at Sea, 1955, mit Dirk Bogarde, Brigitte Bardot, James Robertson Justice und Maurice Denham) einen thematisch ähnlichen Film gedreht hatte. In diesem waren auch schon Cyril Chamberlain sowie andere Carry-On…-Stars aufgetreten (Joan Hickson und Joan Sims, die allerdings in diesem Teil der Carry-On…-Reihe nicht dabei sind).
Charles Hawtrey wirkte bei diesem Film erstmals nicht mit, zudem ist es der letzte Film von Drehbuchautor Norman Hudis.
Der Film lief 1982 unter dem Titel Verlieb Dich nicht auf dem blauen Meer im Fernsehen der DDR.

## Kritiken
Filmdienst.de wertete: „Unmittelbar vor dem Ankerlichten seines Schiffes, das eine Mittelmeerkreuzfahrt vor sich hat, muß ein Kapitän feststellen, daß seine Besatzung aus Anfängern besteht. Daraus entwickeln sich burleske Situationen. Serien-Komödie mit wenigen guten visuellen Gags..“
„Die Mannschaft ist neu auf dem Kreuzfahrtdampfer, aber die Späße sind einfallslos und alt. Holzhammerklamauk für Anspruchslose.“ (Wertung: 1½ Sterne = mäßig) – Adolf Heinzlmeier und Berndt Schulz in Lexikon „Filme im Fernsehen“ (Erweiterte Neuausgabe). Rasch und Röhring, Hamburg 1990, ISBN 3-89136-392-3, S. 410
cinema.de urteilte: „Klamauk auf einem Traumschiff“. „Der Schiffsarzt will poussieren statt kurieren, und was der Smutje bruzzelt, reizt mehr zum Speien als zum Speisen… Der erste Farbfilm aus Großbritanniens langlebiger Carry On-Reihe […] hält sich mit seichten, aber charmanten Scherzen über Wasser.“